# TEN 2
TEN 2 (anciennement Zee Sports, puis TEN Action+ et puis TEN Action) est une chaîne sportive diffusée 24 heures sur 24 en Asie du Sud. La chaîne appartient à Sony Pictures Networks. 
En Septembre 2010, Zee Sports a été rebaptisé en Ten Action+. La chaîne diffuse exclusivement des compétitions sportives comme la Ligue des champions, la Ligue Europa, Supercoupe de l'UEFA, I-League, Fed Cup et Durand cup. 
La chaîne a obtenu le droit de diffuser la Coupe de la Ligue et le Football League Championship en Inde. Elle a également le droit de diffuser les Jeux Asiatiques de 2010. 
TEN lance une émission appelé C2K (Countdown to Kickoff) avant chaque match en direct. Elle est présentée par Andrew Leci avec Stevie Grieve et beaucoup d'autres légendes de football. 

## Événements
Australie
- Hyundai A-League[1]

Brésil
- Campeonato Brasileiro Série A[2]
- Campeonato Paulista

France
- Ligue 1[3]
- Coupe de la Ligue

Allemagne
- Coupe d'Allemagne

Inde
- I-League
- Federation Cup
- Nehru Cup

Espagne
- Supercoupe d'Espagne
- Coupe d'Espagne

Royaume-Uni
- Coupe de la Ligue[4]
- Championship

International
- Ligue des champions (jusqu'en 2019)
- Ligue Europa (jusqu'en 2019)
- Supercoupe de l'UEFA (jusqu'en 2019)